# Деревянчук, Николай Михайлович
Николай Михайлович Деревянчук (6 мая 1919, Давыдковцы, Подольская губерния — 13 января 2005, Хмельницкий) — стрелок 1234-го стрелкового полка (370-я стрелковая Бранденбургская Краснознамённая ордена Кутузова 2-й степени дивизия, 91-й стрелковый Краснознамённый корпус, 69-я армия, 1-й Белорусский фронт), красноармеец, участник Великой Отечественной войны, кавалер ордена Славы трёх степеней.

## Биография
Родился 6 мая 1919 года в селе Давидковцы Проскуровского уезда Подольской губернии (ныне в составе Хмельницкого района Хмельницкой области Украины). Из семьи крестьянина. Украинец.
Окончил начальную школу и курсы механизаторов. Работал трактористом в колхозе в родном селе.
В Красную армию был призван на срочную службу в 1939 году. Служил в войсках Западного особого военного округа.
Участник Великой Отечественной войны с июня 1941 года. Участник оборонительного сражения в Белоруссии. Несколько раз попадал в окружение и прорывался оттуда, но в последний раз при выходе из окружения попал в плен. Во время нахождения в лагере военнопленных был направлен с командой под конвоем на заготовку дров, сумел бежать. Нашёл партизан, с 1942 года воевал в партизанском отряде имени Кирова. В начале 1943 года отряд соединился с наступавшими частями Красной армии.
Вторично был призван в Красную армию в апреле 1943 года. Служил в запасных и учебных частях. Вновь прибыл на фронт в январе 1945 года, зачислен в 370-ю стрелковую дивизию на 1-м Белорусском фронте и сразу же заявил о себе как об отважном бойце. Участвовал в Висло-Одерской наступательной операции.
Наводчик противотанкового ружья 1234-го стрелкового полка (370-я стрелковая Бранденбургская Краснознамённая ордена Кутузова 2-й степени дивизия, 91-й стрелковый Краснознамённый корпус, 69-я армия, 1-й Белорусский фронт) красноармеец Николай Михайлович Деревянчук проявил отвагу и стойкость в ходе боевых действий за удержание и расширение Кюстринского плацдарма на реке Одер. 5 февраля 1945 года в числе первых в полку преодолел под огнём Одер, доставив в исправности материальную часть и боеприпасы. При расширении плацдарма 6 февраля в районе северо-восточнее города Лебус (Германия) участвовал в отражении нескольких контратак противника. Лично подбил 1 танк, ещё несколько танков подбил и повредил в группе с другими бронебойщиками своего взвода. Подавил 2 огневые точки.
За образцовое выполнение боевых заданий Командования на фронте борьбы с немецкими захватчиками и проявленные при этом доблесть и мужество приказом частям 370-й стрелковой дивизии № 09/н от 11 февраля 1945 года красноармеец Николай Михайлович Деревянчук награждён орденом Славы 3-й степени.
Снайпер 1234-го стрелкового полка (подчинённость та же) красноармеец Николай Михайлович Деревянчук вновь отличился в локальной операции на том же плацдарме. При прорыве сильно укреплённой немецкой обороны 6 апреля 1945 года в 2 километрах южнее Лебуса (15 километров южнее Франкфурта-на-Одере) огнём из снайперской винтовки уничтожил немецкого снайпера и до 10 гитлеровцев.
За образцовое выполнение боевых заданий Командования на фронте борьбы с немецкими захватчиками и проявленные при этом доблесть и мужество приказом войскам 69-й армии № 0166/н от 13 мая 1945 года красноармеец Николай Михайлович Деревянчук награждён орденом Славы 2-й степени.
Стрелок 1234-го стрелкового полка (подчинённость та же) красноармеец Николай Михайлович Деревянчук вновь проявил мужество в ходе Берлинской наступательной операции. В бою за овладение населённым пунктом Штренц (23 километра юго-западнее города Фюрстенвальде, Германия) 28 апреля 1945 года в числе первых ворвался в него. Уничтожил гранатами оборудованную в каменном доме огневую точку и 5 гитлеровцев, расчистив тем самым дорогу атакующему взводу.
За образцовое выполнение боевых заданий Командования на фронте борьбы с немецкими захватчиками и проявленные при этом доблесть и мужество приказом частям 370-й стрелковой дивизии № 061/н от 17 мая 1945 года красноармеец Николай Михайлович Деревянчук награждён орденом Славы 3-й степени*. Указом Президиума Верховного Совета СССР от 20 декабря 1951 года был перенаграждён орденом Славы 1-й степени, став тем самым полным кавалером ордена Славы.
В мае 1946 года был демобилизован. Вернулся в родное село. Работал трактористом колхоза имени Шестакова в Хмельницкой области, слесарем в квартирно-эксплуатационной части Проскуровского района. Затем переехал в город Хмельницкий и много лет работал оператором-машинистом в хозяйственной части Хмельницкого высшего артиллерийского командного училища.
В 1966 году Н. М. Деревянчуку было присвоено воинское звание «старшина в отставке» как полному кавалеру ордена Славы. На Украине ему было присвоено воинское звание «младший лейтенант в отставке».
Жил в городе Хмельницкий. Скончался 13 января 2005 года. Похоронен в родном селе Давидковцы.

## Награды
- Орден Отечественной войны I степени (6.04.1985)[3]
- Орден Славы 3-й степени (12.2.1945) Указом Президиума Верховного Совета СССР от 20 декабря 1951 года был перенаграждён орденом Славы 1-й степени[4][2][2]
- Орден Славы 2-й степени (13.05.1945)[5][2]
- Орден Славы 3-й степени (17.5.1945)[4][2]
- Медаль «В ознаменование 100-летия со дня рождения Владимира Ильича Ленина» (6 апреля 1970)
- Медаль «За победу над Германией в Великой Отечественной войне 1941—1945 гг.» (9 мая 1945[6])
- Юбилейная медаль «Двадцать лет Победы в Великой Отечественной войне 1941—1945 гг.» (7 мая 1965[7])
- Юбилейная медаль «Тридцать лет Победы в Великой Отечественной войне 1941—1945 гг.»[8]
- Медаль «Ветеран труда»
- Юбилейная медаль «30 лет Советской Армии и Флота»[9]
- Юбилейная медаль «40 лет Вооружённых Сил СССР»[10]
- Юбилейная медаль «50 лет Вооружённых Сил СССР» (26 декабря 1967[11])
- Юбилейная медаль «60 лет Вооружённых Сил СССР» (28 января 1978[12])
- Знак «25 лет победы в Великой Отечественной войне» (1970)
- ряд медалей

## Память
На могиле героя установлен надгробный памятник.